# Araneus pallescens
Araneus pallescens là một loài nhện trong họ Araneidae.
Loài này thuộc chi Araneus. Araneus pallescens được miêu tả năm 1891 bởi Lenz.